# 하야카와 도모키
하야카와 도모키(일본어: 早川 友基, 1999년 3월 3일 ~ )은 일본의 축구 선수로 포지션은 골키퍼이며 현재 J1리그 가시마 앤틀러스 소속이다.

## 구단 경력
그는 2021년 J1리그의 가시마 앤틀러스에 입단했다.

## 국가대표팀 경력
그는 2025년 EAFF E-1 풋볼 챔피언십에 참가할 일본 국가대표팀에 발탁되었으며, 7월 12일 중국와의 경기에서 데뷔, 대회 우승.